# Hamburg Animation Award
Der Hamburg Animation Award ist ein internationaler Nachwuchspreis für Animationsdesign, der auf Initiative der Handelskammer Hamburg und der animation-school-hamburg seit dem Jahr 2003 verliehen wird.

## Kriterien
Eingereicht werden können Animationsfilme aller Techniken (2D, 3D, Stop-Motion, Puppentrick etc.) bis zu einer Länge von maximal 10 Minuten. Unter dem Aspekt „Style & Story“ beurteilt die Fachjury die Filme insbesondere nach einer einfallsreichen, schlüssigen Geschichte und einem innovativen und originellen Stil. Neben den drei Hauptpreisen werden jährlich der Harald Siepermann Character Design Award und der Publikumspreis verliehen.
Bis 2012 gab es auch einen Länderpreis, für den Beiträge von jungen Absolventen und Animationsdesignern aus dem jeweiligen Partnerland eingereicht werden konnten, die das Kriterium „Style & Story“ erfüllten. Partnerländer waren die Volksrepublik China, Frankreich, Dänemark, die Türkei, die Vereinigten Arabischen Emirate, Neuseeland sowie die Tschechische Republik.

## Teilnehmer
Der Wettbewerb richtet sich an Studierende, Absolventen und Alumni von Filmschulen, Fachhochschulen und Universitäten weltweit. Berufseinsteiger können ihre Filme bis maximal drei Jahre nach dem Abschluss einreichen.

## Preise
Es werden Preisgelder in Höhe von insgesamt 11.000 Euro vergeben.
- Hamburg Animation Award – 1. Preis: 4.000 Euro
- Hamburg Animation Award – 2. Preis: 3.000 Euro
- Hamburg Animation Award – 3. Preis: 2.000 Euro
- Harald Siepermann Character Design Award: 1.000 Euro
- Audience Award: 1.000 Euro

## Preisverleihung & Rahmenprogramm
Die Preise werden jedes Jahr im Juni bei einer festlichen Gala überreicht. 2017 findet die Preisverleihung wie 2016 im Börsen- und Commerzsaal der Handelskammer Hamburg statt. Bisherige Veranstaltungsorte waren das Cinemaxx Dammtor, Streit’s Filmtheater am Jungfernstieg, das Abaton-Kino, Schmidts Tivoli sowie im Jubiläumsjahr 2013 schon einmal der Börsensaal der Handelskammer.
Im Rahmen der Preisverleihung findet seit 2016 die Hamburg Animation Conference statt. Das Themenspektrum der Veranstaltung reicht von lokalen wie internationalen Animationsfilmprojekten über Visual Effects und Virtual Reality bis zu Projektfinanzierung und rechtlichen Aspekten. Höhepunkt des breit gefächerten Programms der ersten Animation Conference 2016 war die Präsentation des neuen Ice Age-Films, Ice Age – Kollision voraus!,  durch Co-Regisseur Galen Tan Chu. Aus Frankreich stellte der Produzent Ron Dyens den mehrfach preisgekrönten 2D-Animationsfilm Long Way North (Tout en haut du monde) vor und um die spektakulären Visual Effects von Game of Thrones und den Shannara-Chroniken ging es im Vortrag von Heiko Burkardsmaier vom Stuttgarter Mediendesignunternehmen Mackevision. Projektfinanzierung und rechtliche Aspekte standen im Mittelpunkt eines weiteren Themenblocks, bei dem das Spektrum von erfolgreichem Crowdfunding über faire Vergütungsbedingungen für künstlerische Kurzfilme bis zur neuen Urheberrechtsnovelle reichte. Abgerundet wurde das Programm von Kurzpräsentationen aktueller Hamburger Animationsfilmprojekte. Die Conference ersetzt ein Programm aus Vorträgen, Diskussionen oder Netzwerk-Veranstaltungen, welches bis 2015 den Animation Award umrahmte. Bis 2014 erweiterte der Made in Hamburg – Animation Jam, ein neues norddeutsches Messe- und Vortragsevent, das Rahmenprogramm des Hamburg Animation Award. Dieser bot Akteuren aus den Bereichen Animation, Film, Postproduction, Werbung und Games eine Plattform zur Präsentation und Vernetzung.

## Gewinner
| Jahr                | Animation Award                                                                                               | Animation Special Award für die Erzähldramaturgie                                                      | Animation Special Award für das Design                                               | Länderpreis                                    |
| ------------------- | --- | --- | ------------------------------------------------------------------------------------ | ---------------------------------------------- |
| 2003 (26. Juni)     | Anke Ahlers, Petra Herberger, Elke Junker, Nicola Maier-Reimer, Oliver Smit, Uwe Alexander Tödt für Element 9 | Christian Kaiser, Christina Kohlmus, Andrea Krolzick, Nils Oskamp, Kerstin Puigmarti Concha für Voodee | Patrick Bandau, Pia Binder, Ljubisa Djukic, Dominik Heilig, Nadja Klews für Soundcop |                                                |
| 2004 (2. September) | Hochschule für Film und Fernsehen Potsdam-Babelsberg für Pantoffelhelden                                      | animation-school-hamburg für Snowbody                                                                  | Filmakademie Baden-Württemberg für Wie ich mich traf                                 | Dänemark: A Knight Film von Animation Workshop |

| Jahr               | 1. Preis                                                                                       | 2. Preis                                                                                         | 3. Preis | Länderpreis                                                                             | Zuschauerpreis                                                              |
| ------------------ | ---------------------------------------------------------------------------------------------- | ------------------------------------------------------------------------------------------------ | --- | --------------------------------------------------------------------------------------- | --------------------------------------------------------------------------- |
| 2005 (3. November) | animation-school-hamburg für Bo                                                                | Fachhochschule Mainz, Till Nowak für Delivery                                                    | Internationalen Filmschule Köln für For Sale und German Film School, Elstal für Rough ApRoach                               | Türkei: Anadolu Üniversitesi Güzel Sanatlar Fakültesi, Eskisehir für Love & Marriage    | Fachhochschule Mainz, Till Nowak für Delivery                               |
| 2007 (28. Juni)    | Milen Vitanov für My Happy End                                                                 | Maike Ramke und Christian Retzlaff, Potsdamer Hochschule für Film und Fernsehen für Dreckmonster | Paul Schicketanz, Max Stöhr und Tobias von Burkersroda, German Film School für Wanted                                       | Vereinigte Arabische Emirate: Mohammed Saeed Harib, American University Dubai für Freej | Milen Vitanov, Potsdamer Hochschule für Film und Fernsehen für My Happy End |
| 2008 (26. Juni)    | Mads Johansen, Torben Søttrup, Karsten Madsen und Lærke Enemark für Office Noise               | Tomer Eshed und Dennis Rettkowski für Our wonderful nature                                       | Alexander Pohl fürTrickster                                                                                                 | Austin Hillebrecht für The Missing Sock                                                 | Tomer Eshed und Dennis Rettkowski für Our wonderful nature                  |
| 2009 (25. Juni)    | Bodie Jahn-Mulliner, Sylvester Rishöj Jensen, Rasmus Hansen und Rasmus Ustrup für Trainbombing | Onni Pohl für Frequenz Morphogenese                                                              | Cameron Smith, Hsulynn Pang, Leo Hutson, Chis Medley-Pole, Mark Pearce, Nagaraju Thandu, Yoshihiro Harimoto für Time to fly | Stanislava Mikusová für About the first domestic cat                                    | Aneta Kýrová für Whoops, mistake                                            |
| 2010 (5. Juli)     | Angela Steffen für Lebensader                                                                  | Jacob Frey, Harry Fast für Bob                                                                   | Tobias Gundorff Boesen, Katrine Kiilerrich Poulsen, Frederik Villumsen, Christoph Peladen für Out of a Forest               | Romain Bourzeix, Damien Levaufre, Thibaut Gache, Aude Glondu für 9 vies                 | Jacob Frey, Harry Fast für Bob                                              |

| Jahr            | Hamburg Animation Award | Innovative Design Award | Länderpreis | Zuschauerpreis                                    |
| --------------- | --- | --- | --- | ------------------------------------------------- |
| 2011 (23. Juni) | Conrad Tambour, Nicolas Palme, Jonas Jarvers, Karsten Wagenknecht, Michael Schulz, Julia Ocker für Der Besuch                            | Bo Mathorne, Arthur Gil Larsen, Thomas Grønlund, Rie Nymand, Tue Toft Sørensen, Mads Simonsen für The Backwater Gospel                            | Zhang Wang Cheng, Zhao Yu Chao, Wu Yu Le, Dai Jie Jun, Zhu Xiao Mai, Lu Xiao Yun für Ein Gedanke im August                 | Tomer Eshed, Dennis Rettkowski für Flamingo Pride |
| 2012 (6. Juni)  | Johannes Schiehsl, Thorsten Loeffler, Alexander Zlamal, Julia Ocker, Conrad Tambour, Harry Fast, Jacob Frey, Michael Schulz für 366 Tage | David René Christensen, Kristoffer W Mikkelsen, Mark Kjærgaard, Lasse Nænaa Smith, Blake Louis Overgaard, Malte Burup, Jeppe Broo Døcker für Load | Daniel Rieley, Holly Vear, Matt Frost, Carmen Mason, Jamie Muir, Zara Carnegie, Christer Hongisto für A life well-seasoned | Maren Collet, Mareikje Kersting für Bootyful      |

| Jahr             | Hamburg Animation Award                                                                            | 2. Preis | 3. Preis                                                           | Harald Siepermann Character Design Preis                                                                                        | Zuschauerpreis                                                                                     |
| ---------------- | -------------------------------------------------------------------------------------------------- | --- | ------------------------------------------------------------------ | --- | -------------------------------------------------------------------------------------------------- |
| 2013 (6. August) | Robert Löbel für Wind                                                                              | Jakub Kouril für M.O.                                                                                                   | Kyra Buschor, Anna Habermehl, Constantin Päplow für Rolling Safari | Robert Löbel für Wind | Ben Genislaw, Yonni Aroussi für Happily Ever After                                                 |
| 2014 (24. Juni)  | Michael Bidinger, Michelle Kwon (Directors), Sarah Kambara (Producer) für Jinxy Jenkins, Lucky Lou | Mathias Fischer, Michael Kluge, Clemens Kügler, Marc Victorin, Vanessa Zeeb für Scherbenwerk – Bruchteil einer Ewigkeit | Sandin Puce, Dominik Berg, Sven Gossel, Anna Nekarda für Frenki    | Charlie Aufroy, Renaud Deloupy, Benjamin Fenouil, Robin Geille, Alisson Guyot, Tristan Lebas, Célia Prou, Adrien Sibi für Emile | Michael Bidinger, Michelle Kwon (Directors), Sarah Kambara (Producer) für Jinxy Jenkins, Lucky Lou |
| 2015 (30. Juni)  | Anni Oja für The Moustache                                                                         | Nina Petri für Fears | Laurent Moing, Guitty Mojabi für Duo                               | Salvatore Centoducati et al. für Office Kingdom                                                                                 | Mads Weidner für Parrot Away                                                                       |
| 2016 (22. Juni)  | Giulia Martinelli, Marta Gennari für Merlot                                                        | Jacob Frey, Anna Matacz für The Present                                                                                 | Sara Jespersen Holm für Between Walls                              | Corentin Monnier, Ben Ozeri für Grandma's Hero                                                                                  | Giulia Martinelli, Marta Gennari für Merlot                                                        |